# Commelina acutissima
Commelina acutissima là một loài thực vật có hoa trong họ Commelinaceae. Loài này được Urb. mô tả khoa học đầu tiên năm 1923.